# Pandalus montagui
Pandalus montagui är en kräftdjursart som beskrevs av Leach 1814. Pandalus montagui ingår i släktet Pandalus och familjen Pandalidae. Den förekommer i västra och östra Atlanten och den är reproducerande i Sverige. Inga underarter finns listade i Catalogue of Life.